# Maria Verschoor
Pour les articles homonymes, voir Verschoor.
Maria Verschoor est une hockeyeuse sur gazon néerlandaise née le 22 avril 1994 à Dordrecht. Elle débute en équipe nationale en février 2013 au poste d'attaquant (numéro 11).
Elle fait partie de l'équipe néerlandaise vice-championne Jeux de Rio en 2016.